# Mærkesag
En mærkesag er et emne eller anliggende, som et politisk parti, et ministerium eller andre har på sit program og tillægger afgørende betydning. Eksempelvis var partiet Højres anden mærkesag militarismen. 
Udtrykket kendes på dansk tilbage til 1906.